# 김병목
김병목(1952년 4월 24일 ~ )은 대한민국의 정치인이다. 제46·47·48대 영덕군수를 역임했다.

## 학력
- 지품국민학교 졸업
- 영덕중학교 졸업
- 영덕농림고등학교 졸업
- 포항실업전문대학 증식학 전문학사
- 경일대학교 행정학 학사
- 경북대학교 대학원 경영학 석사

## 역대 선거 결과
|  | 44.1% |

|  | 65.18% |

|  | 67.20% |